# دیوردی هوروات
دیوردی هوروات (مجاری: György Horváth; ۲۱ دسامبر ۱۹۴۳ – ۱۷ اکتبر ۱۹۸۸) وزنه‌بردار اهل مجارستان بود.